# Hugh Williamson

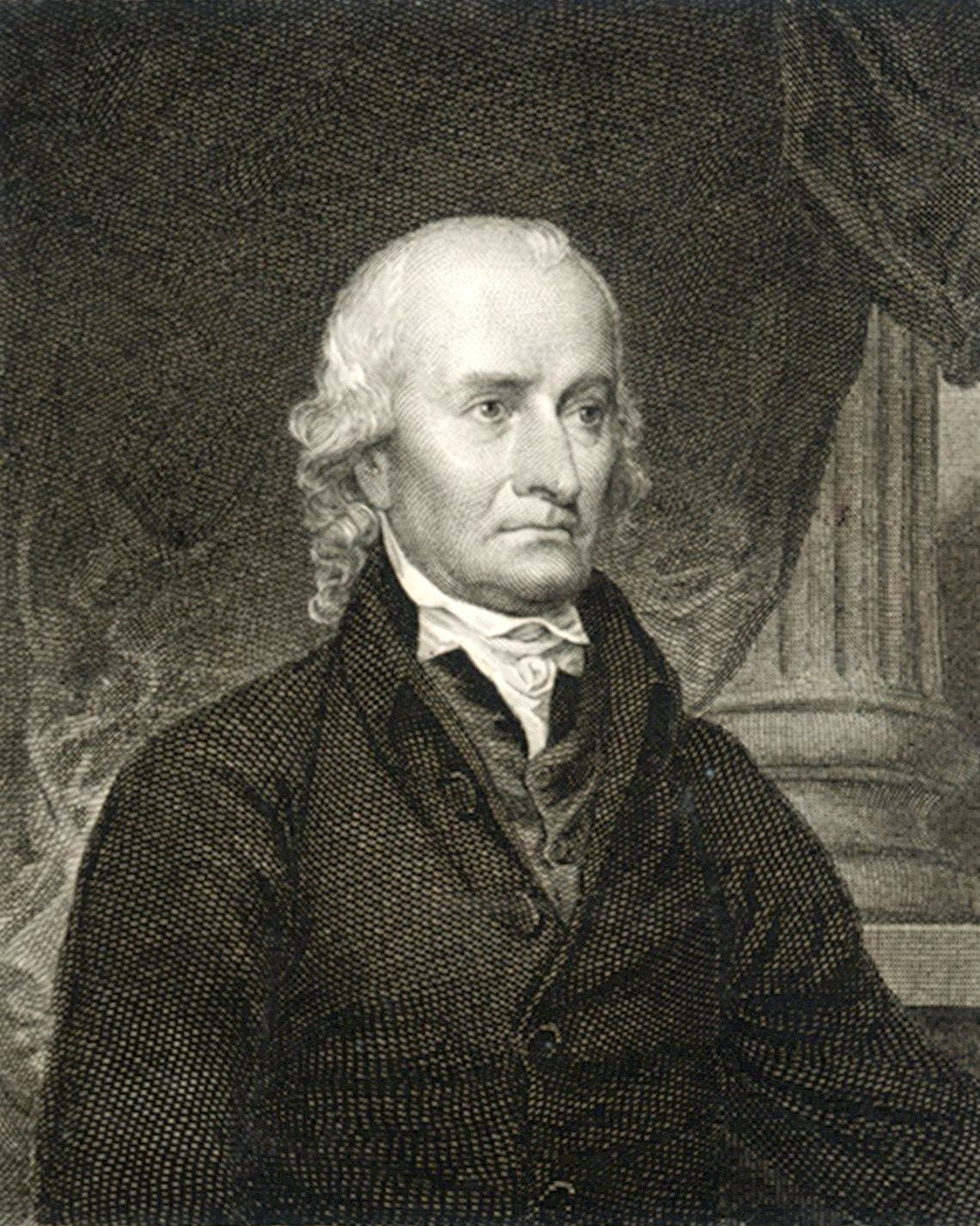
Hugh Williamson

Hugh Williamson (* 5. Dezember 1735 im Chester County, Province of Pennsylvania; † 22. Mai 1819 in New York City) war ein US-amerikanischer Politiker. Zwischen 1790 und 1793 vertrat er den Bundesstaat North Carolina im US-Repräsentantenhaus. Außerdem war er einer der Unterzeichner der Verfassung der Vereinigten Staaten.

## Werdegang
Hugh Williamson wuchs während der britischen Kolonialzeit auf. Er besuchte die öffentlichen Schulen seiner Heimat und absolvierte im Jahr 1757 mit der ersten Abschlussklasse die University of Pennsylvania. Nach einem 1758 abgeschlossenen Theologiestudium arbeitete er bis 1760 als Prediger. Diesen Posten gab er aus gesundheitlichen Gründen auf. Anschließend lehrte er am College of Philadelphia Mathematik. Nach einem Medizinstudium in Edinburgh (Schottland) und in Utrecht (Niederlande) begann er in Philadelphia als Arzt zu praktizieren. Außerdem wurde Williamson im Handel und als Schriftsteller tätig. Er wurde Mitglied der American Philosophical Society. Im Jahr 1773 gehörte er der astrologischen Kommission an, die den Durchgang zwischen den Planeten Venus und Merkur beobachtete. Bei Ausbruch der amerikanischen Revolution hielt er sich gerade in England auf. Er kehrte im Jahr 1776 nach Amerika zurück, wo er sich in Edenton (North Carolina) niederließ. Während des nun folgenden Unabhängigkeitskrieges leitete er zwischen 1779 und 1782 die medizinische Abteilung der Truppen aus North Carolina. Zu dieser Zeit begann er auch eine politische Laufbahn.
Zwischen 1782 und 1785 saß Williamson als Abgeordneter im Repräsentantenhaus von North Carolina. Im gleichen Zeitraum sowie noch einmal im Jahr 1788 war er auch Delegierter zum Kontinentalkongress. 1787 nahm er als Delegierter an der Versammlung zur Ausarbeitung der Verfassung der Vereinigten Staaten teil, zu deren Unterzeichnern er gehörte. 1789 war er Mitglied der Kommission, die für den Staat North Carolina diese Verfassung ratifizierte. Bei den Wahlen zum ersten Kongress in North Carolina wurde Williamson im dritten Wahlbezirk seines Staates in das US-Repräsentantenhaus gewählt, wo er am 19. März 1790 sein neues Mandat antrat. Nach einer Wiederwahl konnte er bis zum 3. März 1793 im Kongress verbleiben.
Nach seinem Ausscheiden aus dem US-Repräsentantenhaus zog Hugh Williamson im Jahr 1793 nach New York, wo er zahlreiche literarische Abhandlungen verfasste. Diese befassten sich unter anderem auch mit der Geschichte von North Carolina. Williamson engagierte sich in seiner neuen Heimat auch auf sozialem Gebiet, indem er unter anderem ein Waisenhaus und ein Krankenhaus unterstützte. Der mit Mary Apthorpe verheiratete Politiker starb am 22. Mai 1819 in New York.
Nach ihm ist Williamson County in Tennessee benannt.